# Тєлінце
Тєлінце (словац. Telince) — село, громада округу Нітра, Нітранський край. Кадастрова площа громади — 6.84 км².
Населення 427 осіб  (станом на 31 грудня 2018 року).

## Історія
Тєлінце згадується 1297 року.

## Населення
| Рік:            | 1994. | 2004.    | 2014.    | 2024.    |
| --------------- | ----- | -------- | -------- | -------- |
| Кількість осіб: | 280   | 319      | 396      | 437      |
| Різниця:        |       | +13,92 % | +24,13 % | +10,35 % |

| Рік:            | 2023. | 2024.   |
| --------------- | ----- | ------- |
| Кількість осіб: | 434   | 437     |
| Різниця:        |       | +0,69 % |